# Филипп (апостол от 70)
Свято́й апо́стол Фили́пп — апостол от семидесяти.
Согласно книге Деяния святых апостолов св. Филипп Диакон был родом из Кесарии Палестинской, которая находилась на восточном берегу Средиземного моря между Антипатридою и Дорою, в тридцати милях от Иоппии, где у него был собственный дом (Деян. 21:8).
Память апостола Филиппа совершается в Православной церкви 11 (24) октября и вместе с «Семьюдесятью апостолами» — 4 (17) января, в Католической церкви — 11 октября.
Дочь — святая Ермиония Ефесская.

## Житие
Филипп был евреем, из эллинистов [еврей рождённый не в земле Израиля и знающий греческий язык и культуру], принадлежал к числу последователей Иисуса Христа при Его жизни, что можно заключить из того, что апостолы избрали его в число св. диаконов — первым после Стефана Первомученика, исполненного веры и Духа Святого (Деян. 6:5).
Во время первого гонения на Церковь после убийства Стефана, Филипп оставил Иерусалим и пришёл в город Самарийский (вероятно Сихарь, см. Ин. 4:5) и проповедовал Христа его жителям. Народ единодушно внимал тому, что говорил Филипп, тем более, что самаряне подготовлены были к принятию евангельского учения самим Господом (Ин. 4:4—42). Филипп, проповедуя о Христе, Его силою творил чудеса, изгонял нечистых духов, исцелял хромых, паралитиков и по замечанию автора книги «Деяния святых апостолов» св. Луки была радость великая в том городе и люди оставили Симона волхва, который выдавал себя самарянам за великую силу Божию, «и крестились и мужчины и женщины» (см. Деян. 8:9 — 24). Уверовал и сам Симон и, крестившись, не отходил от Филиппа; видя совершавшиеся великие силы и знамения, изумлялся (Деян. 8:4—13). Но так как Филипп диакон не мог низвести на крещаемых Духа Святого, то он сообщил апостолам о крещении им самарян и из Иерусалима от Иакова были отправлены в Самарию апостолы Пётр и Иоанн Богослов, которые возложением рук на крещаемых низвели святого Духа.
По отшествии апостолов в Иерусалим, ангел Господень сказал Филиппу: «встань и иди на полдень, на дорогу, идущую из Иерусалима в Газу, на ту, которая пуста» (Деян. 8:26). По известию Иосифа Флавия (см. его работу: «De bello Judaico»•. II, 18) незадолго до осады Иерусалима, Газа была разграблена и опустошена во время одного из иудейских восстаний, что и обозначается в тексте «Деяний святых апостолов» словом «пуста». Книга Деяний святых апостолов в восьмой главе далее рассказывает, что "повинуясь Ангелу, Филипп встал (вышел из Самарии) и пошёл по указанному пути; и вот, муж Ефиоплянин евнух Кандакии, царицы Эфиопской, хранитель всех сокровищ её, приезжавший в Иерусалим для поклонения, возвращался и, сидя на колеснице своей, читал пророка Исаию. Дух сказал Филиппу: «Подойди и пристань к сей колеснице». Филипп подошёл и, услышав, что он читает пророка Исаию, сказал: «Разумеешь ли что читаешь?». Евнух отвечал: «Как могу разуметь, если кто не наставит меня?» и попросил Филиппа взойти (на колесницу) и сесть с ним. А место из писания, которое он читал, было сие, как овца веден был Он на заклание и как агнец пред стригущими его безгласен, так Он не отверзал уст своих. В уничижении Его суд Его совершился, но род Его кто изъяснит? Ибо вземлется от земли жизнь Его (Ис. 53:7—8 Исаия 53, 7—8). Евнух же сказал Филиппу: «Прошу тебя сказать: о ком пророк говорит это? О себе ли, или о ком другом?». Филипп отверз уста свои и, начав от сего писания, благовествовал ему об Иисусе. Между тем продолжая путь, они приблизились к воде, и евнух сказал: «Вот вода, что препятствует мне креститься?». И приказал остановить колесницу; и сошли оба в воду — Филипп и евнух и (Филипп) крестил его. Когда же они вышли из воды, Дух Святой сошёл на евнуха. По мнению некоторых учёных этот источник в Бефцуре (др.-евр. «Бейт Цур» בית צור — «дом скалы») недалеко от Хеврона (Бефцур упоминается в Библии: у Иисуса Навина: Нав. 15:58 и Неемии: Неем. 3:16).
По крещении евнуха, Филипп восхищен был Ангелом Господним и Ефиоплянин не видел его и продолжал путь свой, радуясь. А Филипп оказался в Азоте (Деян. 8:39—40). Азот (древний город, упоминаемый у Иисуса Навина, Нав. 11:22, Суд. 1:17 Судей 1, 17) один из главных Филистимских городов на восточном берегу Средиземнаго моря между Аккароном и Аскалоном, в 15—20 милях от Газы; ныне здесь селение Ездуд. (Архим. Никифор, Библ. энц. I в. 26 стр.). Апостол Филипп, как в Азоте, так и в других (Филистимских городах) проходя, благовествовал, пока не возвратился в Кесарию (Деян. 8:40). Здесь св. Филипп проживал в своем доме с семейством. Во время второго путешествия апостол Павел с своими спутниками на пути в Иерусалим из Птолемаиды посетил ап. Филиппа. "На другой день, мы — бывшие с Павлом, пришли в Кесарию и, вшедши в дом Филиппа благовестника, одного из иудеев, остались у него.
У Филиппа было четыре дочери (Деян. 21:8—9). Одна из дочерей, св. Ермиония, была врачом и исцеляла больных, память её в Православной церкви 4 сентября (17 сентября). Этим фактом и заканчиваются сведения о Филиппе из новозаветных книг. По церковному преданию, Филипп из Кесарии посетил Иерусалим, и был апостолами рукоположён во епископа г. Траллии (Траллес), этот город находился в области Карии, на юго-западе Малой Азии между Лидией и Фригией. В г. Траллии св. Филипп многих просветил святым крещением и скончался в глубокой старости. Есть, впрочем, мнение, что ап. Филипп из семи диаконов был епископом г. Магнезии (в двадцати верстах от Ефеса).